# Подводные лодки типа «Дредноут»
Подводные лодки типа «Дредноут» — серия перспективных подводных лодок с баллистическими ракетами, которая планируется к постройке для КВМФ Великобритании в качестве замены подводным лодкам типа «Вэнгард». Как и их предшественники, они будут нести ракеты Trident II D-5. Подводные лодки типа «Вэнгард» поступили на вооружение в 1993—1999-х годах с расчетным сроком службы 25 лет. Их замена необходима, если КВМФ собирается поддерживать систему непрерывного сдерживания на море (CASD, continuous at-sea deterrent), лежащий в основе системы Trident.
Предварительно этот тип кораблей был назван «Successor» («Преемник»), а в 2016 году было официально объявлено, что головной корабль, а вместе с ним и весь тип будут называться «Дредноут». Следующие три лодки будут называться «Valiant», «Warspite» и «King George VI».

## История

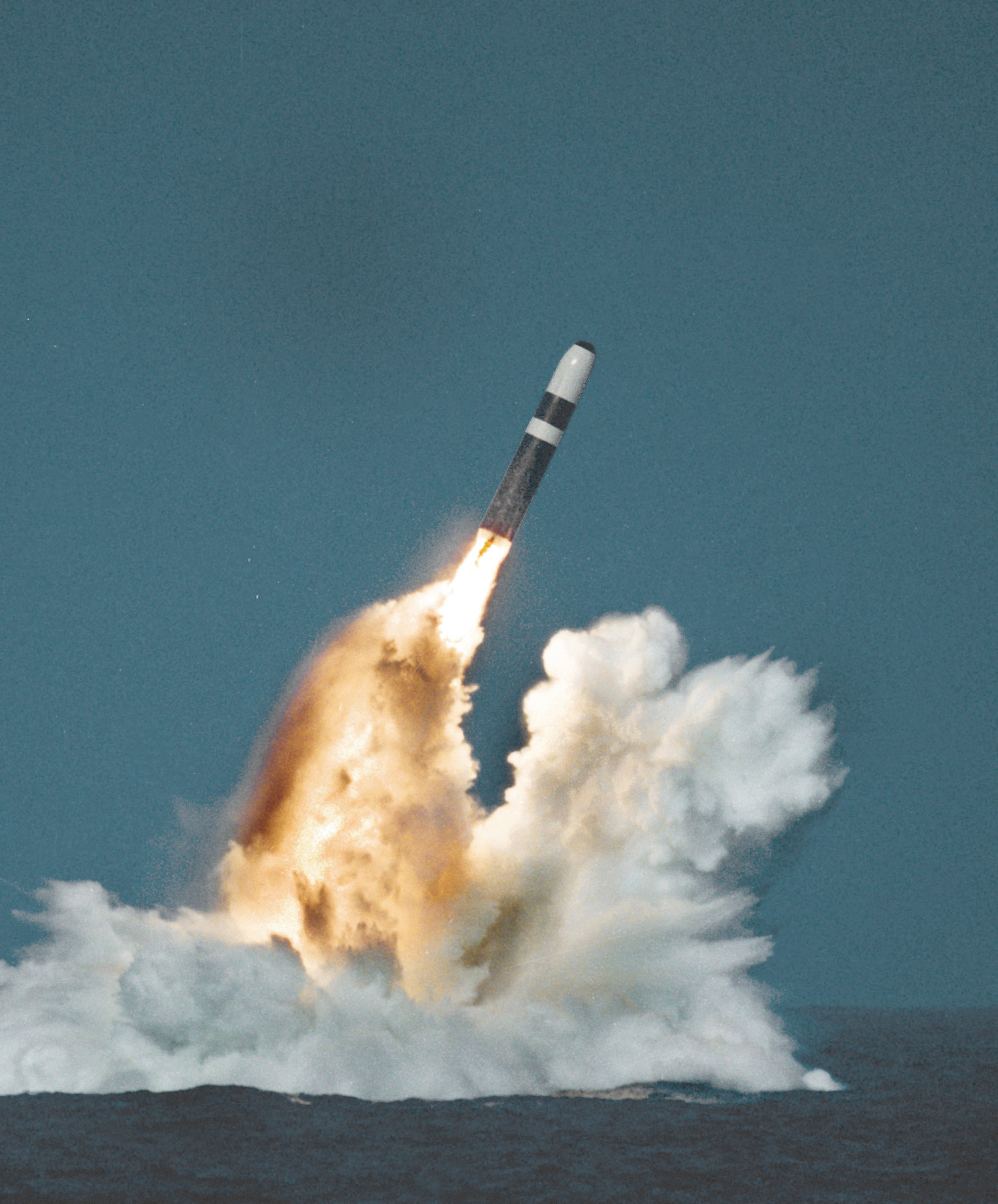
Пуск ракеты «Трайдент» с подводной лодки

С 1998 года после вывода из эксплуатации последней ядерной бомбы WE.177 Королевских ВВС, британский ядерный арсенал полностью базируется на подводных лодках.
На момент выпуска «Обзора стратегической обороны» (Strategic Defence Review, SDR) в июле 1998 года Великобритания имела запас из 215 ядерных боеголовок, из которых около 120 активных. В соответствии с политикой непрерывного сдерживания на море, по крайней мере одна подводная лодка типа «Вэнгард» постоянно находится на патрулировании с 16 ракетами «Трайдент», суммарно имеющими до 48 боеголовок. Согласно расчётам SDR, это минимальное количество боеголовок, достаточное для сдерживания. Большая часть системы «Трайдент» базируется в Шотландии на HMNB Clyde (HMS Neptune), который включает в себя Фаслейн, где базируются подводные лодки типа «Вэнгард», и RNAD Coulport в бухте Лох-Лонг. Предполагалось, что самая последняя лодка типа «Вэнгард» будет без модернизации оставаться в строю до 2019 года. С 1998 года эта система также предоставила правительству возможность использовать «субстратегический» ядерный ударный потенциал меньшей мощности. Как в «Стратегическом обзоре обороны и безопасности за 2010 год», так и и в аналогичном обзоре за 2015 год", общее количество боеголовок для патрулируемой подводной лодки будет составлять 40, а максимальное общее количество баллистических ракет — 8.

## Решение
В мае 2011 года правительство одобрило этап первоначальной оценки новых подводных лодок и разрешило закупку оборудования и материалов с длительным сроком поставки, включая сталь для корпусов. В мае 2015 года, когда Консервативная партия победила на всеобщих выборах в Великобритании, её предвыборная программа включала обязательство поддерживать CASD с четырьмя субмаринами типа «Successor» Окончательное решение об утверждении программы было принято 18 июля 2016 года, когда Палата общин 472 голосами против 117 проголосовала за продление срока действия системы «Трайдент». «Successor» вызвал споры из-за своей высокой стоимости, а также из-за того, что некоторые политические партии и группы кампании, такие как Кампания за ядерное разоружение (CND) и Trident Plowshares, выступают против сохранения CASD или любого ядерного оружия Соединенным Королевством по моральным или финансовым причинам.

## Строительство
Строительство началось в конце 2016 года на верфи Барроу-ин-Фернесс, принадлежащей BAE Systems Submarines. Первая подводная лодка согласно предварительным планам должна была войти в строй в 2028 году. О начале второго этапа строительства было объявлено в мае 2018 года. По данным Министерства обороны на 2018 год, первая подводная лодка будет принята на вооружение в начале 2030-х годов. Ожидается, что общая стоимость программы составит 31 млрд фунтов.
Предполагаемый срок службы подводных лодок составит от 35 до 40 лет, что примерно на 25 % больше по сравнению с предыдущим типом. В декабре 2018 года Минобороны заявило, что строительство первой подводной лодки идет по графику и в рамках бюджета.

## Состав серии
| Название       | Верфь                                     | Заложена   | Спущена | В строю       | Статус      |
| -------------- | ----------------------------------------- | ---------- | ------- | ------------- | ----------- |
| Dreadnought    | BAE Systems Submarines, Барроу-ин-Фернесс | 06.10.2016 |         | Начало 2030-х | В постройке |
| Valiant        | BAE Systems Submarines, Барроу-ин-Фернесс | 09.2019    |         |               | В постройке |
| Warspite       | BAE Systems Submarines, Барроу-ин-Фернесс | 10.02.2023 |         |               | Объявлено   |
| King George VI | BAE Systems Submarines, Барроу-ин-Фернесс |            |         |               | Объявлено   |

## Дальнейшее чтение
- UK House of Commons, Select Committee on Defence The Future of the UK’s Strategic Nuclear Deterrent: the White Paper: Ninth Report of Session 2006-07, House of Commons Papers, HC 225 [2005-2007]
- UK House of Commons, Select Committee on Defence The Future of the UK’s Strategic Nuclear Deterrent: the Manufacturing and Skills Base: Fourth Report of Session 2006-07, House of Commons Papers, HC 59 [2005-2007]
- Ministry of Defence: The United Kingdom's Future Nuclear Deterrent Capability (Report). National Audit Office. 5 ноября 2008. ISBN 978-0-10-295436-4. Дата обращения: 9 ноября 2008.
- Dreadnought Class Guide — 21 October 2016
- Meet the Dreadnought class, new nuclear submarines named — 16 December 2016